# Giovanni Alfonso Borelli
Giovanni Alfonso Borelli (Nápoles, 28 de enero de 1608 - Roma, 31 de diciembre de 1679) fue físico, matemático y realizó notables aportaciones a la medicina, como miembro prominente de la escuela iatromecánica.

## Trayectoria
Borelli trabajó como profesor de matemáticas en Mesina, y durante este tiempo obtuvo fama de sabio, por lo que fue invitado a enseñar en la Universidad de Pisa. Ahí conoció a Marcelo Malpighi quien encauzó a Borelli hacia la Medicina.
En 1674 viajó a Roma, donde recibió la protección de la reina Cristina de Suecia.
Realizó un proyecto, que consistía en un saco de cuero que un buzo llevaba a la espalda, su flotabilidad era controlada;  desafortunadamente este sistema no funcionó, pero incitó a otros científicos para mejorar su invención. Introdujo la iatromecánica, es decir la mecánica aplicada a la medicina. Tuvo la idea de que los seres humanos podían volar como las aves; en este proceso de comparación y experimentación entre ambos, descubrió que las aves tienen unos músculos pectorales que representan la sexta parte de su peso y pueden realizar una fuerza equivalente a 10 mil veces su masa, por lo que dedujo que el ser humano nunca podría tener este mismo rendimiento. 
También entró en contacto con el grupo que apoyaba los avances científicos realizados por Galileo. Durante esta época se dieron los primeros estudios fisiológicos serios acerca del ejercicio terapéutico.

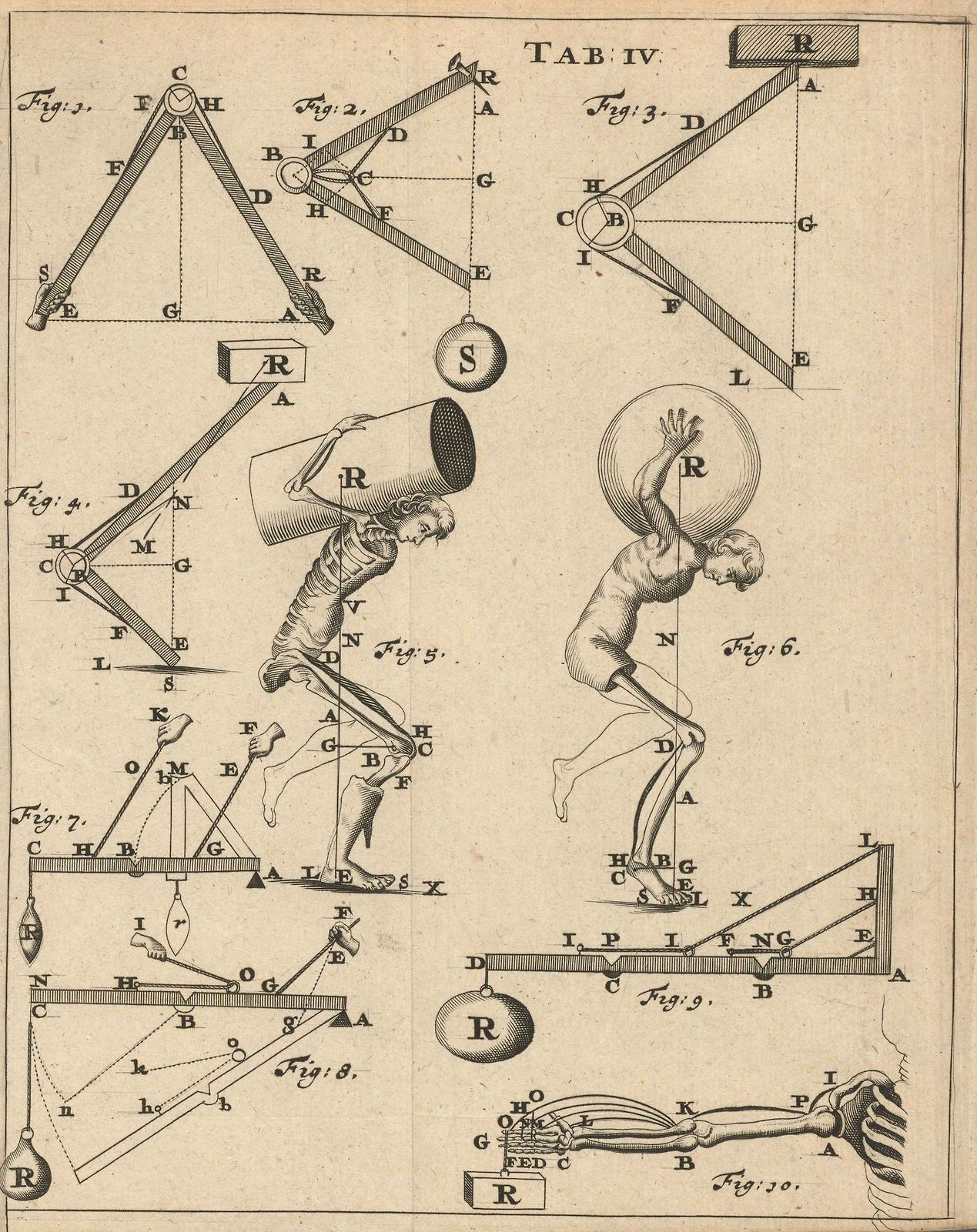
De motu animalium, 1685

Su obra principal De motu animalium está dedicada a Cristina de Suecia, quien se encargó de su publicación dos años después de la muerte del autor. Publicó muchos libros, entre ellos el citado Sobre el movimiento de los animales. Su primera parte es iatromecánica o iatromatemática, que es la introducción de la mecánica y matemática a la medicina; con estos conocimientos más los conocimientos anatómicos que tenía, hizo la descripción de los movimientos corporales, basados en los principios de la mecánica y la física. En la segunda y última parte trata sobre la fisiología con gran capacidad de análisis crítico, profundidad de conceptos y equilibrio de juicio.
Borelli se convirtió en un sabio del siglo XVII, cuya meta era alcanzar una comprensión aceptable de diversos fenómenos. La mayor aportación de Borelli a la ciencia es la aplicación de las leyes físicas y matemáticas a los  procesos biológicos. 
Borelli además fue un representante del método experimental, que le servía para certificar sus teorías. Experimentó con animales haciéndoles disecciones y analizándolos interna y externamente. Cuando estaba en la casa del duque Fernando II, describe sin el recurso del microscopio las fibras espirales del corazón y los túbulos seminíferos del testículo.

## Obras

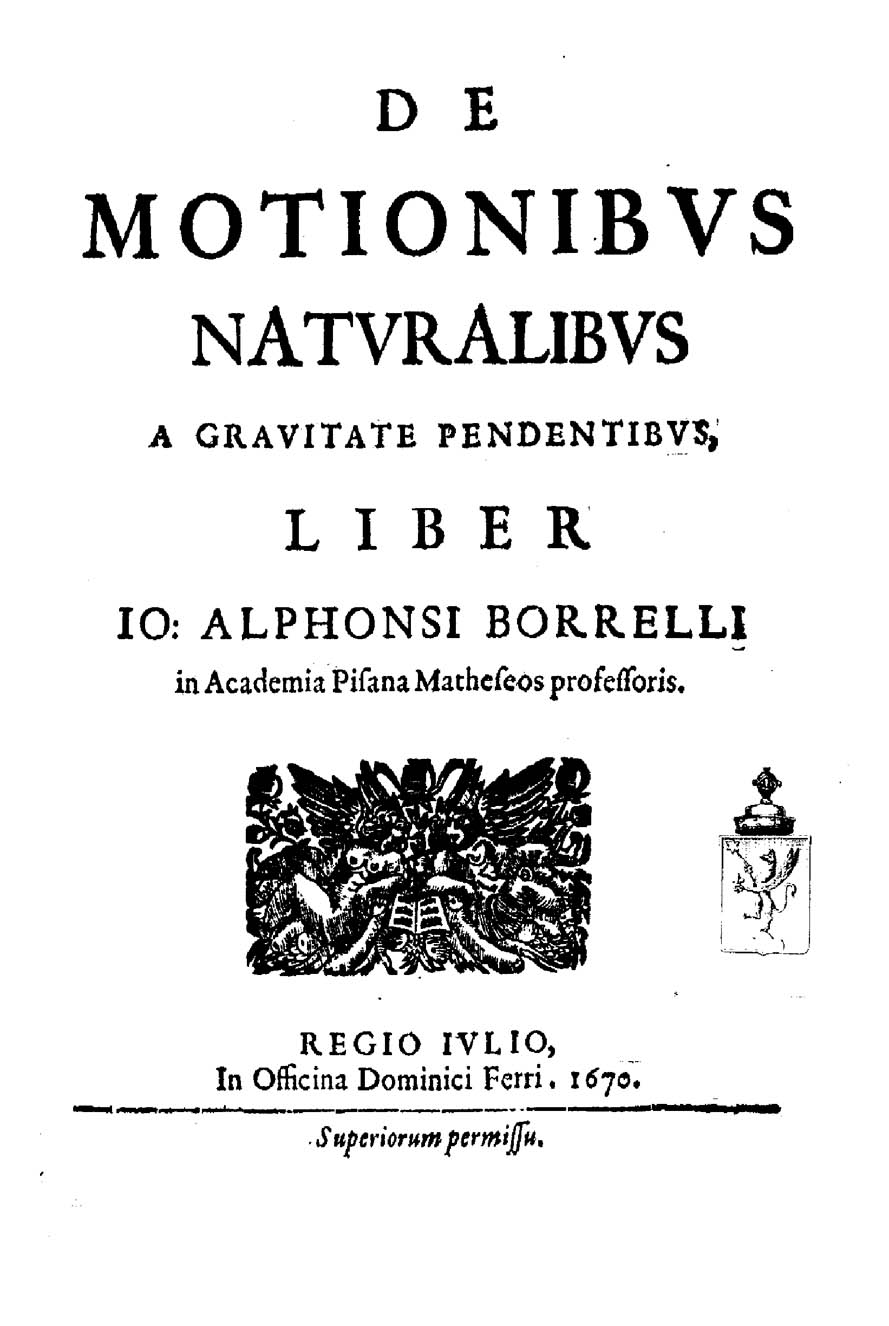
De motionibus naturalibus a gravitate pendentibus, 1670

- Cagioni delle febbri maligne in Sicilia negli anni 1647-1648.
- Della cagioni delle febbri maligni. (Pisa, 1658)
- Euclides restitutus, sive prisca geometriae elementa, brevius, & facilius contexta. (Pisa, 1658)
- De Renum usu Judicium. (Estrasburgo, 1664)
- Lettera del movimento della cometa apparsa il mese di dicembre del 1664 a Pisa. (1665)
- Theoricae medieorum planetarum ex causis phisicis deductae. (Pisa 1666)
- De Vi Percussionis, et Motionibus Naturalibus a Gravitate Pendentibus. (Bolonia, 1667)
- Osservazioni intorno alle virtù ineguali degli occhi. (Messina, 1669)
- Meteorologia Aetnea, seu historia et methereologia incendi Aetnei anni 1669. (Reggio Calabria, 1670)
- De motionibus naturalibus a gravitate pendentibus. (Bolonia, 1670)
- De Motu Animalium. (Roma, 1680)